# Leukopenija
Leukopenija ili leukocitopenija je naziv za smanjen broj leukocita (bijele krvne stanice) u krvi ispod normalnih vrijednosti, koji se može pronaći kao posljedica određenih bolesti organizma, uzimanja određenih lijekova ili izlaganja određenim vanjskim utjecajima.
Normalne vrijednosti leukocita u krvi su od 3400 do 9700/mm3 (3,4-9,7 * 109/L) za odrasle osobe, dok su kod djece i novorođenčadi donja i gornja granica pomaknute na više vrijednosti. 
Naziv leukocit podrazumijeva nekoliko vrsta stanica, a naziv leukopenija označava smanjenje ukupnog broja leukocita, pa leukopenija može biti posljedica izoliranog smanjenja broja određene vrste stanica koje se ubrajaju u leukocite, a može biti i posljedica smanjenja više ili svih vrsta stanica koja se ubrajaju u leukocite. Kako su neutrofilni granulociti i limfociti najbrojniji leukociti, najčešće leukopenija je neutropenija i limfopenija, dok smanjenje broja ostalih vrsta bijelih krvnih stanica zbog znatno manjeg broja ne uzrokuju leukopeniju, već:  
- smanjen broj eozinofilnih granulocita - eozinopenija
- smanjen broj bazofilnih granulocita - bazopenija
- smanjen broj monocita - monocitopenija

Leukopeniju je može biti po život opasno stanje jer smanjen broj neutrofilnih granulocita (neutropenija) uzrokuje smanjenu mogućnost obrane organizma od infekcija.
Uzroci leukopenije mogu biti npr. određene bolesti leukemije i limfomi, HIV, različite infekcije i sepsa, aplastična anemija, vanjski utjecaji npr. kemoterapija, radioterapija, lijekovi (cefalosporini, alopurinol, indometacin),  nedostatak vitamina B12, folata ili minerala (bakar, cink).  
|  | Molimo pročitajte upozorenje o korištenju medicinskih informacija. Ne provodite liječenje bez savjetovanja s liječnikom! |